# 비야레알 CF C
비야레알 CF C(스페인어: Villarreal Club de Fútbol, S.A.D. "C")는 스페인 발렌시아주 비야레알을 연고로 하는 축구단이다. 2002년에 창단되었으며, 테르세라 페데라시온에 참가하고 있다. 비야레알 CF B보다 최소 한 단계 낮은 리그에서 경기를 해야 하며, 코파 델 레이에는 참가할 수 없다.

## 선수 명단

### 현역
참고: FIFA 자격 규정에 따라 소속된 국가대표팀 국기를 표시합니다. 선수는 복수의 FIFA 비회원국 국적을 가지고 있을 수 있습니다.
| 번호 | 포지션 | 국적       | 이름            |
| ---- | ------ | ---------- | --------------- |
| 2    | MF     | 기니비사우 | 비케 고메스     |
| 10   | FW     | 콜롬비아   | 리처드 프랑코   |
| 11   | MF     |            | 파쿤도 비베로스 |

| 번호 | 포지션 | 국적   | 이름          |
| ---- | ------ | ------ | ------------- |
| 12   | DF     | 카메룬 | 루도 좀       |
| 15   | MF     | 세네갈 | 알라산 디아타 |
| 16   | DF     | 말리   | 아유바 코네   |

## 역대 감독
| 감독                   | 임기        |
| ---------------------- | ----------- |
| 호세 프란시스코 몰리나 | 2009 ~ 2011 |
| 훌리오 벨라스케스      | 2011        |